# Heiquan
Heiquan (kinesiska: 黑泉) är en köping i nordvästra Kina. Den ligger i Gaotai härad i staden Zhangye i provinsen Gansu, omkring 530 kilometer nordväst om provinshuvudstaden Lanzhou. Antalet invånare är 12 191. Befolkningen består av 6 061 kvinnor och 6 130 män. Barn under 15 år utgör 15,0 %, vuxna 15-64 år 76 %, och äldre över 65 år 7,0 %.